# 展览城东站
展览中心东站（德語：U-Bahnhof Messestadt-Ost）是一座慕尼黑地铁2号线位于特鲁德灵-里姆的一座车站，是地铁2号线的终点站。